# Cristina Gutiérrez-Cortines Corral
Cristina Gutiérrez-Cortines Corral (* 17. Dezember 1939 in Madrid) ist eine spanische Politikerin der Partido Popular.
Gutiérrez-Cortines ist promovierte Professorin für Kunstgeschichte. Sie ist in der Forschung in den Bereichen Kunst, Architektur, Städteplanung und Stadtgeschichte tätig, ebenso in der Erprobung neuer Technologien in der Kunstgeschichte. Von 1978 bis 1993 war sie Direktorin einer Abteilung der Universität Murcia, von 1989 bis 1995 Direktorin des Feuilletons der Zeitschrift La Verdad. Später war sie Beraterin für Bildung und Kultur bei der Regierung der Region Murcia und leitete einen Kurs für nachhaltige Entwicklung und Erhaltung des geschichtlichen Erbes und des Naturerbes der Stiftung Botín. Seit 1999 gehört sie dem Europäischen Parlament an.